# Lennox Fyfe
George Lennox Fyfe (10 de abril de 1941 - 1 de fevereiro de 2011) foi um político escocês, membro da Câmara dos Lordes.